# الظهرة (سنحان)

تعديل مصدري - تعديل

الظهرة هي إحدى قرى عزلة وادي الأجبار بمديرية سنحان وبني بهلول التابعة لمحافظة صنعاء، بلغ تعداد سكانها 732 نسمة حسب تعداد اليمن لعام 2004.